# Szobeknoferuré szobra
Szobeknoferuré szobra egy ókori egyiptomi szobor, amely a XII. dinasztia egyik uralkodóját, Szobeknoferuré fáraónőt ábrázolja.
Az i. e. 1800 körül készült alkotás az első ismert szobor, amelyen az uralkodónő arca is fennmaradt; számos más szobra is létezik, ezek azonban fej nélkül maradtak ránk. Anyaga grauvakke, magassága kb. 14 cm. 1899-ben vásárlás útján került a berlini Egyiptomi Múzeumba (katalógusszám: 14475), de a második világháború alatt eltűnt. Ma fényképekről és fennmaradt gipszöntvényekről ismert. A szobron felirat nem található, így az ábrázolt személy kiléte sokáig ismeretlen volt, bár Biri Fay már 1988-ban felvetette, hogy Szobeknoferuréről lehet szó. A nő arca egyértelműen mutatja az öregedés jeleit, így stilisztikailag a Középbirodalom végére datálható, ugyanis ekkor jellemző volt a szobrokra, hogy az embereket nem fiatalnak és kortalannak ábrázolták, mint az egyiptomi művészet legtöbb orszakában.
Biri Fay sikeresen azonosította a szobor megmaradt részét a Bostoni Szépművészeti Múzeumban (katalógusszám: MFA 24.742). A 21.4 cm magas töredéket Taharka templomában találták, Núbiában, Szemna erődjében. A szobornak ez az alsó része szintén nem említi a királynőt, de a trónon a zm3 t3.wỉ („a Két Föld egyesítése”) hieroglif jel található, amely kizárólag uralkodók ábrázolásán szerepel, és mivel Szobeknoferuré az egyetlen, késő középbirodalmi női uralkodó, a töredék egy őt ábrázoló szobor része kell, hogy legyen.

## Fordítás
- Ez a szócikk részben vagy egészben  a   Statue of Sobekneferu című angol Wikipédia-szócikk ezen változatának fordításán alapul.  Az eredeti cikk szerkesztőit annak laptörténete sorolja fel. Ez a jelzés csupán a megfogalmazás eredetét és a szerzői jogokat jelzi, nem szolgál a cikkben szereplő információk forrásmegjelöléseként.